# Cassa del Mezzogiorno

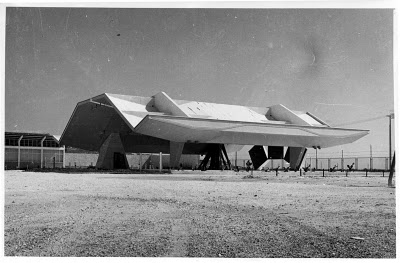
Paviljoen gebouwd in 1953 in Cagliari ter promotie van de werken van de Cassa del Mezzogiorno op Sardinië

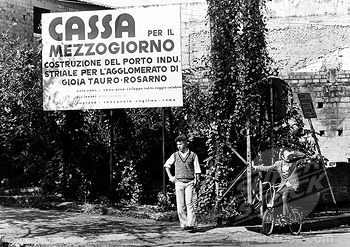
Informatiebord over de werken uitgevoerd in opdracht van de Cassa del Mezzogiorno in Zuid-Italië (1951-1962)

De Cassa del Mezzogiorno (afgekort Casmez, Nederlands: Fonds voor het Zuiden) was een overheidsmaatregel in Italië ter bevordering van de economische groei van het minder ontwikkelde zuiden van het land, ook wel de Mezzogiorno genoemd. Het fonds werd in 1950 opgericht door het Kabinet-De Gasperi VI en was hoofdzakelijk gericht op de realisatie van openbare werken en infrastructuur, zoals wegen, bruggen, waterkrachtcentrales en irrigatie. Ook verstrekte het fonds kredieten en belastingvoordelen om investeringen in Zuid-Italië te stimuleren. Er waren vestigingen in Napels, L´Aquila, Campobasso, Bari, Potenza, Catanzaro, Palermo en Cagliari. De Cassa del Mezzogiorno werd in 1984 opgeheven, hoewel de taken werden overgenomen door gedecentraliseerde instellingen.
De Cassa del Mezzogiorno richtte zich voornamelijk op rurale gebieden; derhalve wordt veelal beweerd dat het fonds Zuid-Italië heeft geholpen om toe te treden tot de moderne wereld. Er is echter ook bewijs dat een deel van de gelden verkwist is ten gevolge van financieel wanbeheer door lokale overheden. De Engelse historicus Denis Mack Smith constateerde in de jaren 1960 dat ongeveer een derde van het geld verkwist werd. Staalfabrieken en andere projecten die waren toegezegd werden nooit verwezenlijkt, en vele irrigatieprojecten en dammen werden nooit volledig opgeleverd. De stad Giarre op Sicilië staat bekend om het grote aantal onvoltooide projecten voor openbare voorzieningen.
Een andere oorzaak voor het falen van het project is de maffia die de gelden voor andere doeleinden gebruikte.
De overheidsgeleide industrie die werd gecreëerd was zeer beperkt, maar de vraag naar geschoolde arbeid leidde wel tot een afname van de werkloosheid in Zuid-Italië. De Italiaanse journalist Luigi Barzini Jr. constateerde dat de fondsen veelal werden toegekend aan grote Italiaanse bedrijven voor de bouw van grootschalige en sterk geautomatiseerde fabrieken, waarvoor veel geld vereist was tijdens de bouw terwijl het aantal arbeidsplaatsen klein was vanwege het geautomatiseerde karakter van de fabrieken. Een aanzienlijk deel van de winst belandde bij bedrijven die elders gevestigd waren, waardoor de lokale economie weinig profiteerde.
Gefaalde projecten in  Zuid-Italië worden soms kathedralen in de woestijn genoemd, omdat de projecten op afgelegen locaties gesitueerd waren waar er slechts weinig mensen gebruik van maakten. De effectiviteit van dit soort projecten wordt nog steeds bediscussieerd.
In 2015 werd door het Kabinet-Renzi het Grande Officina per il Sud opgericht; een stichting met een soortgelijke doelstelling als de Cassa del Mezzogiorno.